# 重氮化合物1,3-偶极环加成反应
重氮化合物1,3-偶极环加成反应（英語：diazoalkane 1,3-dipolar cycloaddition）是发生在1,3-偶极重氮化合物（尤其是重氮甲烷）与亲偶极体间的1,3-偶极环加成反应。当以烯烃或其衍生物作为这类有机化学反应中的亲偶极体时，反应的产物为吡唑啉类物质。
重氮甲烷与反-戊烯二酸重氮化合物1,3-偶极环加成反应的产物则为1-吡唑啉。因为重氮化合物末端氮原子仅能与酯中的α-碳原子结合，所以此反应具有100%的区域选择性。重氮化合物1,3-偶极环加成反应属于顺式加成（syn addition），亲偶极体的构型在反应中会被保留下来。1-吡唑啉不稳定，且因为分子倾向于朝杂环与酯基间的存在共轭体系的构型转变，所以会自发异构化形成2-吡唑啉。此反应过程如下图所示：
若以苯基重氮甲烷作为反应物，反应的区域选择性将会颠倒。在2-吡唑啉发生简单空气有机氧化产生吡唑后，能继续参与重氮化合物1,3-偶极环加成反应。   
重氮化合物1,3-偶极环加成反应的另一个例子是重氮化合物-硫酮偶联反应。